# Ravna Dubrava
Ravna Dubrava (en serbe cyrillique : Равна Дубрава) est un village de Serbie situé dans la municipalité de Gadžin Han, district de Nišava. Au recensement de 2011, il comptait 294 habitants.

## Démographie
| 1948  | 1953  | 1961  | 1971  | 1981 | 1991 | 2002 | 2011 |
| ----- | ----- | ----- | ----- | ---- | ---- | ---- | ---- |
| 1 232 | 1 228 | 1 201 | 1 039 | 884  | 727  | 450  | 294  |

|  |